# Unciála

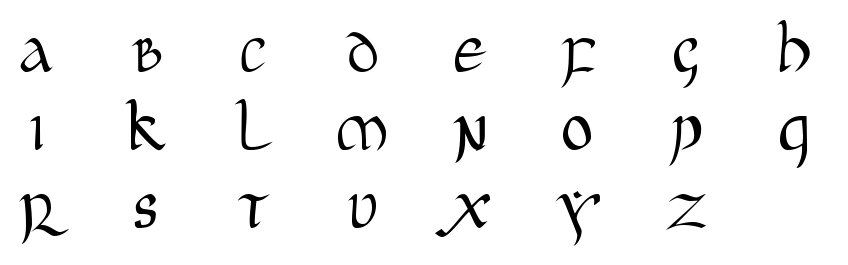
Abeceda v unciále

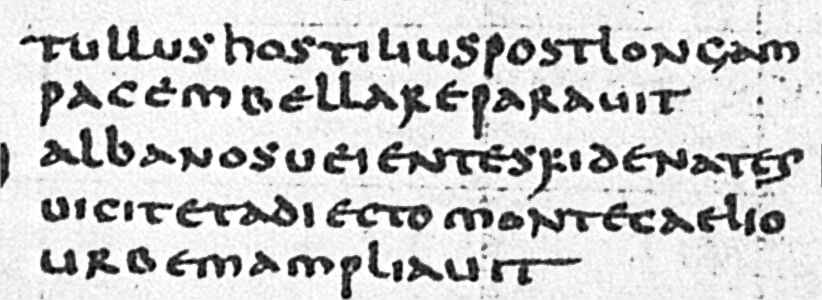
Unciála

Unciála je majuskulní latinské písmo, jehož počátek lze datovat do 3. století našeho letopočtu. Unciála vznikla postupným zaokrouhlováním některých liter písma předchozího období, které nazýváme capitalis quadrata. Nově se tvořily vokály A, E, U a konsonanty D, G, H, M. Moderním prvkem byly rovněž kontrakční zkratky, které se objevily na konci antického období a svůj původ měly v Řecku.
Šíření unciály velmi pomohl rozkvět křesťanství a literatury ve 3. století. Přepisovaly se starší papyrové texty (Plinius starší, Titus Livius) do kvalitnějších pergamenových kodexů. Vznikly první latinské překlady Bible (Itala, Afra), které pronikly téměř do celého antického světa a s sebou přinesly právě tento nový typ písma. Rozvoji křesťanství dopomohl známý Edikt milánský vydaný Konstantinem I. Velikým a jeho spoluvládcem Luciniem v roce 313, který uznal křesťanskou víru v Západní a Východní části Římské říše.
Unciálu hojně užívali písaři ještě v 7. století, tedy na počátku období tzv. národních písem. V následujících staletích již toto písmo ustoupilo do pozadí a užívalo se jen v nadpisech až do konce středověku.
Poté se používá karolinská minuskula.
Pojem unciála se poprvé objevil v polovině 18. století v díle „Nouveau traité de diplomatique“ od Toustaina a Tassina.